# يوهان فينزيل
يوهان فينزيل (بالألمانية: Johann Wenzel)‏ هو حدّاد ألماني، ولد في 9 مارس 1902 في Nowy Staw ‏ في بولندا، وتوفي في 2 فبراير 1969 في برلين في ألمانيا.